# Czermin (Sainte-Croix)
Pour les articles homonymes, voir Czermin.
Czermin est une localité polonaise de la gmina de Dwikozy, située dans le powiat de Sandomierz en voïvodie de Sainte-Croix.